# La fiumana della morte
La fiumana della morte (Hell-Bent for Heaven) è un dramma di  Hatcher Hughes, messo in scena per la prima volta a Broadway nel 1924 e vincitore del Premio Pulitzer per la Drammaturgia.

## Trama
Sid Hunt torna a casa dalla guerra e il fatto risveglia la gelosia del suo impiegato Rufe Pryor, un fanatico religioso innamorato di Jude Lowry, la fidanzata di Hunt. Per vendicarsi, Rufe sobilla i Lowrys, rivali degli Hunt, per scatenare una guerra tra famiglia che porti alla morte di Sid, ma il piano va in fumo quando Rufe viene scoperto.